# Copris lunaris
El unicornio lunar (Copris lunaris) es una especie de coleóptero de la familia Scarabaeidae.

## Distribución y hábitat
Habita en el paleártico de Eurasia. Se encuentra en prados secos de ganado.